# Ernst I. von Schauenburg

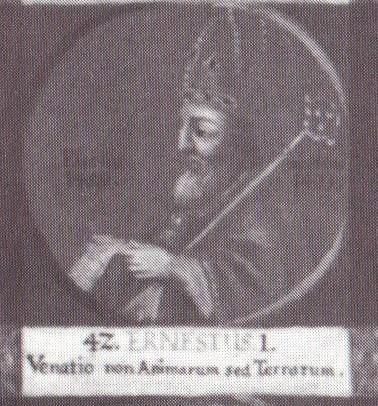
Ernst als 42. Bischof von Hildesheim auf einem Gemälde mit Medaillondarstellungen aller Hildesheimer Bischöfe bis zum Ende des 18. Jahrhunderts; lateinische Inschrift: „Jagd nach Ländern, nicht nach Seelen“.

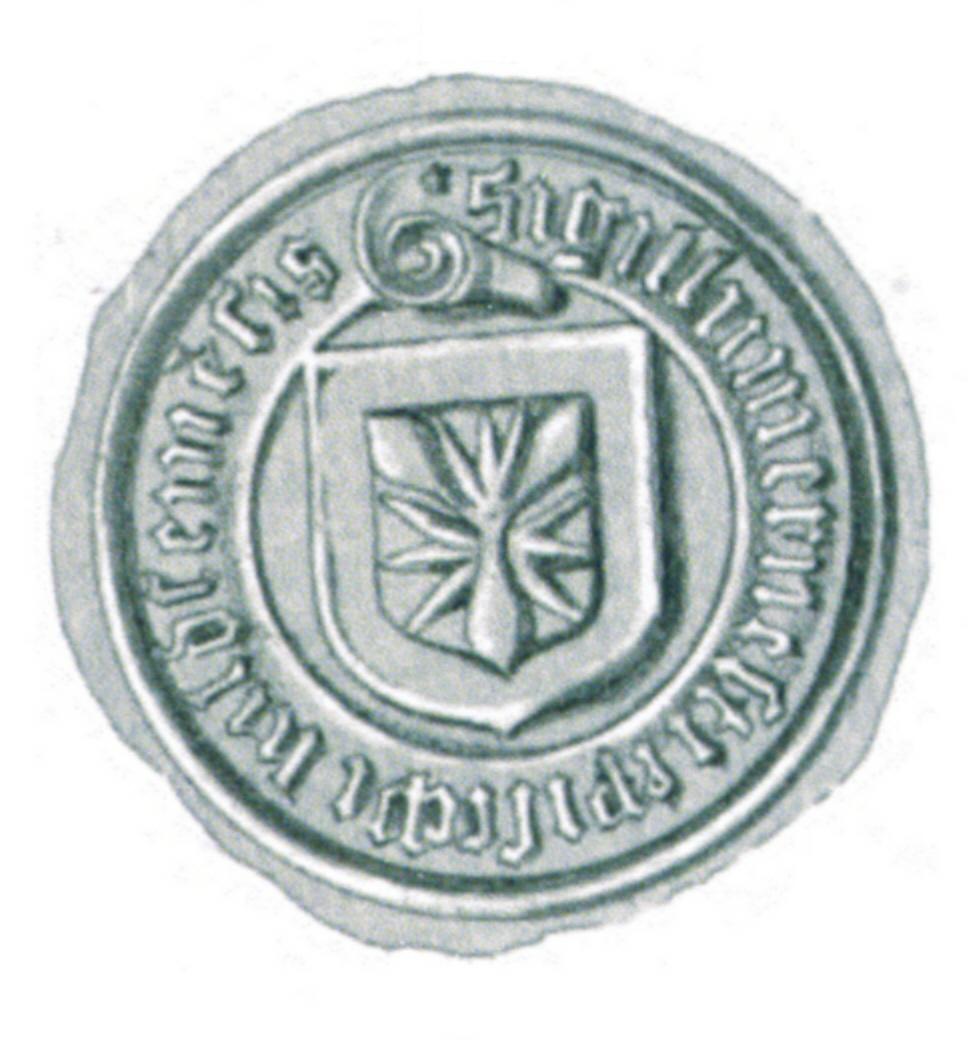
Siegel des Ernst I. von Schauenburg aus der Zeit um 1565

Ernst I. von Schauenburg († 22./23. Juli 1471) war ab 1458 Bischof von Hildesheim.
Der vierte Sohn von Otto von Holstein-Schauenburg wurde 1445 Kanoniker in Hildesheim. 1458 wurde er zum Bischof erwählt und im Folgejahr bestätigt. Er war der Jagd und dem Krieg ergeben. 1459 veranlasste er Einschränkungen der Jurisdiktion. Die Verwüstung seines Stifts durch benachbarte Fürsten konnte er nicht abwehren. Unter ihm traten erstmals die Sieben Stifter als Teil der Landschaft des ehemaligen Fürstentums Hildesheim auf. 1469 schloss die Stadt unter ihm mit Herzog Otto von Lüneburg ein Schutzbündnis ab. Ernst soll aus Gram über das im Krieg mit Herzog Friedrich widerfahrene Unglück gestorben sein.